# Lautaro Di Lollo
Lautaro Federico Di Lollo (Buenos Aires, 10 marzo 2004) è un calciatore argentino, difensore del Boca Juniors.

## Caratteristiche tecniche
Gioca come terzino destro.

## Carriera

### Club
Di Lollo è cresciuto nel settore giovanile del Boca Juniors, con cui ha firmato il primo contratto professionistico il 15 luglio 2022. Ha debuttato in prima squadra il 4 aprile 2023, nell'incontro di Coppa Sudamericana pareggiato 0-0 contro il Nacional Potosí.

### Nazionale
Nel 2023 ha partecipato con l'Argentina Under-20 al campionato sudamericano ed al campionato mondiale.

## Statistiche

### Presenze e reti nei club
Statistiche aggiornate al 16 marzo 2025.
| Stagione        | Squadra         | Campionato      | Campionato | Campionato | Coppe nazionali | Coppe nazionali | Coppe nazionali | Coppe continentali | Coppe continentali | Coppe continentali | Altre coppe | Altre coppe | Altre coppe | Totale | Totale | Totale |
| Stagione        | Squadra         | Comp            | Pres       | Reti       | Comp            | Pres            | Reti            | Comp               | Pres               | Reti               | Comp        | Pres        | Reti        | Pres   | Reti   |        |
| --------------- | --------------- | --------------- | ---------- | ---------- | --------------- | --------------- | --------------- | ------------------ | ------------------ | ------------------ | ----------- | ----------- | ----------- | ------ | ------ | ------ |
| 2024            | Boca Juniors    | PD              | 12         | 0          | CA+CdL          | 2+0             | 0               | CS                 | 6                  | 0                  | -           | -           | -           | 20     | 0      |        |
| 2025            | Boca Juniors    | PD              | 8          | 1          | CA              | 1               | 0               | CL                 | 1                  | 0                  | Cmc         | -           | -           | 10     | 1      |        |
| Totale carriera | Totale carriera | Totale carriera | 20         | 1          |                 | 3               | 0               |                    | 7                  | 0                  |             | -           | -           | 30     | 1      |        |

## Palmarès

### Club

#### Competizioni giovanili
- Coppa Libertadores Under-20: 1

Boca Juniors: 2023
- Coppa Intercontinentale Under-20: 1

Boca Juniors: 2023